# Доєнка
До́єнка (Дойна, рос. Доенка, Дойная) — річка в Куєдинському районі Пермського краю, Росія, ліва притока Великої Уси.
Річка починається за 4 км на південний захід від села Дойна. Протікає спочатку на північний схід до села Дойна, потім повертає на північ і тече в такому напрямку до кінця. Впадає до Великої Уси на території села Колегово. Майже вся течія проходить через лісові масиви. Приймає декілька дрібних приток.
На річці розташовані села Дойна та Колегово в гирлі.